# Donji Varoš
Donji Varoš – wieś w Chorwacji, w żupanii brodzko-posawskiej, w gminie Stara Gradiška. W 2011 roku liczyła 284 mieszkańców.